# Mrtovac
Koordinati:   43°49′33″N, 15°13′50″E
Mrtovac, tudi Mrtvac, je majhen nenaseljen otoček v Jadranskem morju. Pripada Hrvaški.
Otoček leži v Narodnem parku Kornati nekaj sto metrov zahodno od Levrnake. Njegova površina meri 0,052 km² in ima 1,48 km dolgo obalo. Najvišji vrh je visok 36 mnm.